# Orphan Black
Orphan Black este un serial thriller științifico-fantastic canadian, creat de scenarista Graeme Manson și regizorul John Fawcett, cu Tatiana Maslany în rol principal. Serialul se concentrează asupra lui Sarah Manning, una dintre multiplele clone umane identice genetic, iar mai târziu pe unele dintre celelalte clone. Serialul dorește să evidențieze problema implicației morale și etice ale clonării umane și efectul acesteia asupra identității.
Serialul a fost creat de către Temple Street Productions, în asociere cu BBC America și Bell's Media Space.